# Lasioglossum peraltum
Lasioglossum peraltum là một loài Hymenoptera trong họ Halictidae. Loài này được Cockerell mô tả khoa học năm 1901.